# Franciszek Bylicki
Franciszek Bylicki  (ur. 11 kwietnia 1845 w Krakowie, zm. 29 kwietnia 1922 w Żyznowie) – powstaniec z 1863, sybirak, literat, pedagog i muzyk, kawaler Orderu Virtuti Militari. Brat Władysława, ginekologa i położnika.

## Życiorys
Franciszek Bylicki urodził się 11 kwietnia 1845 w Krakowie w polskiej rodzinie szlacheckiej Bylickich herbu Pobóg. Był synem Wiktora i Pauliny z Domosławskich herbu Nałęcz.
W maju 1863 będąc uczniem szóstej klasy krakowskiego gimnazjum wstąpił w szeregi powstańców styczniowych. Służył jako kawalerzysta w oddziałach Kononowicza, Żychlińskiego i Nadmilera. Walczył w bitwach pod Ossą, Brenicą Żelazną, Chojnowem. Pod Młochowem odniósł kilka ran. Podczas krwawego starcia pod Życkiem w obwodzie gostyńskim, trafił do niewoli rosyjskiej. W powstaniu walczył od 24 maja 1863 do 16 grudnia 1863. Wyrokiem sądu wojennego został zesłany do Tobolska. W drodze na Syberię w Małmyżu został znieważony przez rosyjskiego oficera z oddziału konwojującego więźniów. Ponieważ odpowiedział podobnie, został brutalnie pobity i raniony bagnetem. W Tobolsku pracował jako nauczyciel muzyki. Dzięki swojej inteligencji, błyskotliwości oraz urokowi osobistemu zyskał przychylność gubernatora Despot–Zenowicza i jego zastępcy Koziełł-Poklewskiego.
W 1867 powrócił do kraju dzięki staraniom rządu austriackiego, reklamowany jako poborowy. Ukończył gimnazjum oraz studia uniwersyteckie w Krakowie. Był doktorem filozofii. Posiadał duży talent muzyczny – gry na fortepianie uczył się u Leszetyckiego w Wiedniu. Znano go jako znakomitego pianistę estradowego. Pracował w gimnazjum – uczył geografii i historii. Ponadto współpracował z krakowskim Czasem, na którego łamach komentował wydarzenia muzyczne. Współredagował pracę zbiorową Oesterreich – Ungarn in Wort und Bild , napisał kilka rozdziałów o muzyce polskiej i ruskiej. Bylicki był człowiekiem powszechnie znanym i szanowanym w środowisku galicyjskim. W jego domu często bywali Asnyk, Bałucki, Juliusz Kossak oraz Stanisław Tomkowicz jego wieloletni przyjaciel.
W Polsce wolnej i niepodległej został mianowany podporucznikiem i odznaczony przez marszałka Piłsudskiego Krzyżem Srebrnym Orderu Wojskowego Virtuti Militari nr 4308. Bylicki zmarł 29 kwietnia 1922 w Żyznowie pod Strzyżowem, w majątku swego syna Stanisława, gdzie spędził ostatnie lata swego życia.

## Wybrane publikacje
- Charakter i rządy Marka Aureliusza (1877)
- Antoni Rubinstein studium (1879)
- Stanisław Moniuszko studium (1880)
- Ryszard Wagner studium (1881)
- Szkice: Esipow, d’Albert, Bulow, Teresina Tua, Aleksander Michałowski, Bianca Bianci, Materna (1888)
Podróz po Oceanie Lodowatym odbyta w r. 1887 (Warszawa – Biesiada Literacka 1887-88)